# Ulrich Hackenberg
Ulrich Hackenberg /'ʊlrɪç 'hakənbɛrk/ (12 de mayo de 1950 en Herne, Renania del Norte-Westfalia) es un ingeniero alemán ligado al mundo de la automoción.

## Trayectoria
Se licenció en 1978 por la RWTH de Aquisgrán en Ingeniería Industrial. Trabajó en el Instituto del Automóvil de dicha institución educativa entre 1978 y 1985; dentro del mismo, llegó a dirigir el área de investigación de dinámica del automóvil.
En 1985 comenzó a trabajar en el centro técnico de Audi, donde asumió el liderazgo del grupo Mecánica del Automóvil. A partir de 1989 trabajó como líder técnico de proyecto, siendo responsable de dirigir el desarrollo de varios modelos, tales como el Audi 80, el A3, el A4 y el TT. Entre 1988 y 1995 compatibilizó además su actividad profesional con la docencia, al ser profesor de la asignatura Técnicas de Automoción en la Fachhochschule de Constanza (Baden-Württemberg).
Entre 1998 y 2002 trabajó para la Volkswagen. Allí lideró el departamento de Desarrollo de Carrocería, y desde finales de 1998 el de Desarrollo Conceptual de Vehículo. Junto a sus obligaciones en VW, Hackenberg asumió la función responsable de I+D de Rolls Royce Bentley Motor Cars Ltd. Entre comienzos de 1999 y mediados de 2000 fue el artífice de la reestructuración de la gama de la marca Bentley. 
En 2002 Hackenberg volvió a Audi. Durante los siguientes cinco años, dirigió los departamentos de Desarrollo de Carrocería, Desarrollo Conceptual de Vehículo y Desarrollo Eléctrico/Electrónico.
Desde el 1 de febrero de 2007 es miembro del consejo de administración de Volkswagen, en calidad de responsable del Investigación y Desarrollo de la marca de Wolfsburgo.